# Кошкариха
Кошкариха — река в России, протекает по Свердловской и Челябинской областям.
Длина реки составляет 23 км, площадь водосборного бассейна 223 км². Берёт начало из Кошкарихинского болота. Устье реки находится в 45 км по левому берегу реки Багаряк, в селе Ларино.
Основной приток — Сосновка (левый).

## Данные водного реестра
По данным государственного водного реестра России относится к Иртышскому бассейновому округу, водохозяйственный участок реки — Исеть от города Екатеринбург до впадения реки Теча, речной подбассейн реки — Тобол. Речной бассейн реки — Иртыш.
Код объекта в государственном водном реестре — 14010500612111200003024.